# Maupiti Island
Maupiti Island ist ein Adventure-Computerspiel des französischen Entwicklerstudios Lankhor aus dem Jahr 1990 für Amiga, Atari ST und DOS. Es ist die Fortsetzung zu Mortville Manor und erzählt die Geschichte eines Mordfalls auf der fiktiven Insel Maupiti im Indischen Ozean.

## Handlung und Spielprinzip
Das Spiel folgt dem erzählerischen Konzept des klassischen Whodunnit-Kriminalfalls. Der Spieler schlüpft nach der Handlung von Mortville Manor ein weiteres Mal in die Rolle des Detektivs Jérôme Lange, der sich 1954 auf einer Reise von Madagaskar nach Japan befindet. Durch einen Hurricane wird sein Boot jedoch gezwungen, vor der Insel Maupiti vor Anker zu gehen. Auf der Insel befindet sich ein Bordell, dessen Betreiberin Mutter Maguy den Detektiv bittet, sie bei der Suche nach einem ihrer entführten Mädchen namens Marie zu unterstützen. Recht bald stößt Lange dabei auf eine Leiche. Dem Detektiv bleiben zwei Tage, den Fall aufzuklären, bis die beiden vor der Küste ankernden Schiffe wieder in See stechen und den Mörder für immer von der Insel fortbringen können.
Maupiti Island ist ein grafisches Adventure, das vollständig mit einer Maus per Point-and-click gesteuert wird. Zeit spielt eine bedeutende Rolle für das Spielprinzip. Die verschiedenen Figuren wechseln je nach Zeitpunkt zwischen den 28 unterschiedlichen Schauplätzen und gewisse Ereignisse treten nur zu einer bestimmten Uhrzeit an einem vorgegebenen Ort ein. Der Spieler muss Hinweise und Gegenstände im Dialog mit den anwesenden Personen und durch Untersuchung der verschiedenen Schauplätze aufdecken, um dem Geheimnis des Kriminalfalls auf die Spur zu kommen.

## Rezeption
Die Kritiken zum Spiel waren gemischt. Während die Grafik meist gelobt wurde, gab es Kritik an der Handlung und dem Spieltempo. Bisweilen wurde der Titel mit Delphines Cruise for a Corpse verglichen.

“Yes, I’m afraid it can be summed up by one of the blandest words in the dictionary – it’s nice. (And no, it’s not as good as Monkey Island).”

„Ja, bedauerlicherweise lässt es sich mit einem der banalsten Wörter im Wörterbuch überhaupt umschreiben – es ist nett. (Und nein, es ist nicht so gut wie Monkey Island).“

Lankhor plante mit Sukiya eine weitere Fortsetzung der Reihe um Jérôme Lange, die in Japan spielen sollte. Das Spiel sollte Anfang des Jahres 1993 erscheinen. Tatsächlich kam das Spiel jedoch nie auf den Markt. 2019 bemühte sich ein Crowdfunding-Projekt um die Finanzierung eines Remakes, fand jedoch keine ausreichende finanzielle Unterstützung.